# Máté János (labdarúgó, 1990)
Máté János (Debrecen, 1990. május 19. –) magyar labdarúgó, a harmadosztályú Tiszakécske játékosa.

## Karrierje

### Videoton FC
A Debreceni VSC-nél töltött ifjúsági évek után 2008 és 2012 között a Videoton FC-nél szerepelt. A 2008-2009-es szezonban az NB I-ben is bemutatkozott, de egy kisebb sérülés miatt kikerült  az élvonalbeli keretből. A Videoton második csapatához került, ahol a 2010–2011-es idényben 23 mérkőzésen 7 gólt szerzett. A 2011–2012-es idényben a nyugati csoport gólkirálya lett (27 mérkőzés, 17 gól).

### Ferencvárosi TC
2012 júniusától a Ferencvárosi TC játékosa. 2013 januárjában kölcsönben a Siófokhoz került.

### Csákvári TK
2017 szeptemberében a másodosztályú Csákvári TK játékosa lett. Első mérkőzésén a Magyar Kupa hatodik fordulójában duplázott a  THSE-Szabadkikötő ellen.

### Pécsi MFC
2019 nyarán a harmadosztályú Pécsi MFC-be igazolt,A Pécsi MFC játékosa. ahol nyolc bajnokin ht alkalommal volt eredményes. 2020 januárjában közös megegyezéssel szerződést bontott csapatával, majd a másodosztályú Tiszakécskénél folytatta pályafutását.

## Sikerei,díjai
Gyirmót FC
- Másodosztályú bajnok: 2015-16